# Сельское поселение «Усуглинское»
Се́льское поселе́ние «Усуглинское» — муниципальное образование в Тунгокоченском районе Забайкальского края Российской Федерации.
Административный центр — село Усугли.

## История
Статус и границы сельского поселения установлены Законом Читинской области от 19 мая 2004 года «Об установлении границ, наименований вновь образованных муниципальных образований и наделении их статусом сельского, городского поселения в Читинской области».

## Население
| 2010 | 2011  | 2012 | 2013 | 2014 | 2015 | 2016 |
| ---- | ----- | ---- | ---- | ---- | ---- | ---- |
| 1040 | ↘1036 | ↘992 | ↗996 | ↘979 | ↗997 | ↘980 |
| 2017 | 2018  | 2019 | 2020 | 2021 |      |      |
| ↘971 | ↘941  | ↘915 | ↘885 | ↘714 |      |      |

## Состав сельского поселения
| № | Населённый пункт | Тип населённого пункта       | Население |
| - | ---------------- | ---------------------------- | --------- |
| 1 | Ульдурга         | село                         | ↘177      |
| 2 | Усугли           | село, административный центр | ↘681      |